# Magt
Magt er det begreb, der beskriver evnen til at gennemføre sin vilje, enten ved at bestemme over andre eller til at kontrollere og styre forløb og begivenheder. Magt kan anvendes til at gennemtvinge vilje gennem regler, love eller vold. De personer, der ikke får deres vilje, kan betegnes som afmægtige. I denne tolkning er magt undertrykkende. I hverdagssproget anvendes magt ofte synonymt med dominans eller undertrykkelse.
I samfundsfilosofi er magt et mere komplekst begreb. Politologen Robert A. Dahl er ophav til en hyppigt citeret definition af magtanvendelse:
"En aktør der kaldes A, har magt over en anden aktør, B, i det omfang, A kan få B til at gøre noget, som B ellers ikke ville have gjort”.
Dahl tilføjer, at magt er en relation mellem A og B, hvor B har muligheden for at handle i modstrid med A's magtudøvelse (negativ magt). Peter Bachrach og Morgan Baratz tager også udgangspunkt i aktørernes præferencer, men kritiserer Dahl for ikke at have blik for den indirekte magtudøvelse, hvor de priviligerede klasser udøver magt gennem dagsordensfastsættelsen.
Ved siden af – eller som supplement til- den undertrykkende opfattelse af magt, forefindes der også en opfattelse, hvori magt ses som et konstruktivt eller et produktivt element. Hegel mente, at institutionerne i et moderne samfund anvender magt som middel til at sikre frihed og fælles forståelse. Den franske filosof Michel Foucault fremhæver bl.a., at biopolitik er en ny genealogi for magtudøvelse, som ikke blot supplerer, men også overtrumfer den juridiske magtopfattelse.
I nyere organisationssociologi knyttes magtbegrebet især til beslutningsprocesser i virksomheder og i stater. I disse analyser er magt differentieret, fx på fire niveauer: direkte magt, indirekte magt, bevidsthedskontrollerende magt og strukturel magt.

## Etymologi
Ordet "magt" stammer fra fra middelnedertysk "macht", der har betydningen 'kunne, formå'.

## Magtens metafysik
Forestillingen om magt kan spores tilbage til antikken; det er dog først ved bruddet med det religiøse verdensbillede, hvor Gud er almægtig, at magtens natur og oprindelse gøres til genstand for systematiske metafysiske overvejelser. Machiavelli og Hobbes nævnes ofte som de første, der anvender magtbegrebet i et politisk perspektiv. Der er hos disse tale om en form for realisme, hvor magt er forbundet med at udøve handlinger. I debatten om samfundets indretning var John Locke blandt de første, der anbefalede magtdeling som princip. Lockes opdeling i tre magtudøvere: den lovgivende, den udøvende og den dømmende magt blev videreudviklet af Montesquieu i værket De l'esprit des lois fra 1748, hvor han knyttede magtdelingsprincippet til en analyse af Statsforfatningen i Storbritannien. Tredeling af magten havde stor indflydelse på Den franske revolution og på USA's forfatning, hvor checks and balances er bærende princip. Heraf fremgår, at magt er knyttet til suverænitet og at den kan misbruges. I et demokrati er den folkelige kontrol med magtudøvelsen derfor af afgørende betydning. Folkesuverænitetsprincippet stiller magtforskningen overfor et grundlæggende problem: Hvorledes kan magten kontrolleres, hvis den principielt tilhører hele folket? Problemstillingen diskuteres ofte med udgangspunkt i Hegels afvisning af folket som suveræn; kritikere af Hegel karakteriserer hans definition af staten som garant for rationalitet og retssikkerhed for at være konservativ.
Karl Marx og Friedrich Engels hævdede i Det Kommunistiske Manifest, at magten i et kapitalistisk samfund er forbundet med ejendomsretten til produktionsmidlerne. Max Weber anskuede magt som et differentieret begreb, hvor den økonomiske magt, den organisatoriske magt og andre magtformer er koblinger, der giver herredømmet struktur. Magten er for Weber både "muligheden for at påtvinge andre ens vilje" og en relation, der ligger skjult i samfundets struktur. Denne komplekse opfattelse af magt har inspireret senere forskere som fx Michel Foucault, der fastlægger magt som en række "teknikker", der fungerer i komplekse strategiske sammenhænge. Magten er så altomfattende, at den næppe kan fastlægges entydigt. Hans magtanalyse er bl.a. inspiration for en række casestudier, hvor magten forstås diskursivt.
Teorier om, at magten er vævet sammen med kommunikationen, refererer ofte til Hannah Arendt og Jürgen Habermas. Hos Arendt legitimeres magten af fri meningsudveksling i det offentlige rum., mens Habermas knytter magten til den strategiske handlen i systemet..

## Magtens former

### Direkte magt
Direkte magt er den magt som udøves direkte i en beslutningsproces. Dvs. at A kan få B til at følge As vilje. Dette kunne eksempelvis være en situation hvor person B har brudt en regel på en natklub og person A, som er sikkerhedsvagt, truer med bortvisning, tilkaldelse af politiet eller fratagelse af privilegier, hvis ikke person B forlader klubben med det samme. Person B bliver altså påvirket af person A til at foretage en handling som de ikke ellers ville have foretaget uden konsekvenserne. Direkte magt kan opfattes både som en personlig egenskab, og som en materiel ressource. Den engelske forsker David Easton har kombineret de to indfaldsvinkler i sin definition: " Magt er den autoritative fordeling af værdier i et samfund"; heraf er teorien om primær og sekundær værdifordeling udviklet.
En anden form for direkte magt er direkte politisk magt eller politisk autoritet kan defineres som “Politisk autoritet bør forstås som en anerkendt ret til at iværksætte beslutninger med kollektivt bindende virkning” (Erik Rasmussen, 1983) Et eksempel på udøvelse af direkte politisk magt, ville være en situation hvor politiet stopper en person for at køre over den gældende fartgrænse og derefter udsteder enten en bøde, et klip i kørekortet eller anholder personen.  

### Indirekte magt
Indirekte magt vil f.eks. sige at A kan bestemme hvilke sager, B får mulighed for at tage stilling til. Denne type magt betegnes også som dagsordenskontrol. De amerikanske forskere Bachrach og Baratz analyserede ikke blot den formelle politiske beslutningstagen, men også uformelle dagsordener, der omfattede økonomiske interesseparter og lobbyister. Med dette som udgangspunkt betegner de den indirekte magt som non-decision-making, dvs. magten til at afværge beslutninger og/eller afværge konsekvenserne af beslutninger. For en aktør kan det være mindst lige så vigtigt at forhindre beslutningers gennemførelse som at gennemføre faktiske beslutninger.

#### Dagsordensmagt
Dagsordensmagten er ifølge Bachrach og Baratz, en magtform der supplerer opfattelsen af magt, som indflydelse på beslutninger med et andet ‘ansigt’. ‘Ansigtet’ er den skjulte kontrol over det, der sættes til beslutning.
Denne form for magt er formuleret som en kritik af Robert Dahls pluralistiske magtforståelse. Bachrach & Baratz trækker i stedet på en elitistisk tradition, der betoner de få gruppers dominans over de mange. ’Ikke-beslutning’ er et effektivt middel i hænderne på eliterne til at fastholde egne privilegier og sikre sig mod radikale forandringer. Denne magtform fokuserer egentlig på beslutninger der går forud for selve beslutningsprocessen.
Bachrach & Baratz undersøgte blandt andet de sortes manglende muligheder for at gennemføre sociale reformer i Baltimore. Fokus ligger altså på processer som går forud for selve beslutnings-processen. Hvor Dahl ser beslutningsprocessen som åben, ser Bachrach & Baratz, at beslutnings-processen allerede i udgangspunktet hviler på en ’institutionaliseret partiskhed’. Man kan beskrive dette med metaforen “policy windows”. Cobb og Elder (1972), argumenterede også for, at de indledende faser i de politiske beslutninger, har en stor rolle i forhold til hvilket spørgsmål der bliver opfattet, som relevante og hvilke man forkaster. Spørgsmålene har stor betydning for, hvordan et politisk forslag ender med at se ud. Input til den formelle dagsorden er styrende for, hvad outputtet bliver. Det var altså lykkedes den hvide elite at holde de sorte i et jerngreb gennem systematisk, at gøre sociale reformer til et non-issue. Der er tale om en skjult konflikt, da reformer ikke kommer på dagsorden. Den skjulte konflikt kan blive en åben konflikt, hvis det lykkedes nogle ressourcestærke grupper at mobiliserer og politiserer emnet. Hvis ikke, er det tale om dagsordensmagt.

### Bevidsthedskontrollerende magt
Den engelske sociolog Steven Lukes formulerede en kritik af begreberne direkte og indirekte magt. Hans indvending var, at disse begreber entydigt forholder sig til aktørernes adfærd, og derfor ikke inddrager de skjulte magtforhold. Han fremhævede, at magtanalyse også må inddrage den bevidsthedskontrollerende magt - eller magt som bevidsthedsmanipulation. Med den bevidsthedskontrollerende magt forsøger aktør A at have indflydelse aktør B’s præferencer og interesser, uden at aktør B selv er oplyst eller vidende omkring det. Aktør A kan manipulere og  påvirke aktør B, så B tror at B følger sine egne meninger og interesser. I virkeligheden har aktør A manipuleret med aktør B, så B i realiteten følger A’s hensigt. Aktør B har ikke opdaget at aktør A har manipuleret indirekte med B’s mening. Det er bevidsthedsmanipulation. På den måde mener aktør B det samme som aktør A og A har dermed magt over B. Altså er bevidsthedskontrollerende magt en indirekte magtform, der er vanskelig at observere. Bevidsthedskontrollerende magt ses ofte i reklameindustrien. Hele intentionen med reklamer er at påvirke forbrugere til at købe et produkt, men stadig uden at tvinge.
Bevidsthedskontrollerende magt deler altså interesser i to. Lukes skelner i denne forbindelse mellem B's virkelige interesser, som er objektive og B's oplevede interesser, som er subjektive. Subjektive interesser er menneskets følelser, oplevelser eller opfattelser af hvad der er vigtigt for personen. Objektive interesser, er det som virkelig er vigtigt for personen. Af den bevidsthedskontrollerende magt kommer der også et relativt nyt fænomen, nemlig Nudging, som er af det engelske ord “nudge” som er et lille skub i en bestemt retning. Aktør A kan ‘nudge’ aktør B til at en bestemt adfærd. Aktør A forsøger med umiddelbart små hints at skubbe aktør B i en bestemt retning.
Magt som disciplinering
Magt opfattes traditionelt som noget, man kan erhverve, genfinde eller miste. Denne opfattelse af magt står i kontrast til Foucaults magtopfattelse. I sin magtteori/magtanalytik beskriver Foucault magt som et allestedsnærværende fænomen og karakteriserer magt som en udøvet magt, som intet individ kan være i fuld besiddelse af eller fuldt ud bevidst om.
Disciplinering er den mest brugte styreform i nutidige statsligt styre. Et stort element i denne tankegang er, at adfærd kan styres gennem information og viden. Et eksempel er kostpyramiden, der introducerer ideen om at noget mad er sundere at spise end andet og vi skal holde os fra bestemt mad, hvor information (baseret på videnskabelig evidens) bruges til adfærdsændringen.
Den disciplinære magtform handler altså i høj grad om at forsyne befolkningen med information, som styrer eller ændre deres holdninger i en bestemt retning.
Disciplinering sker gennem institutioner som skoler og fængsler, der opdrager/disciplinere befolkningen i form af adfærdsændring. Man disciplinerer befolkningen efter systemets opfattelse af, hvordan man passer ind i samfundet eller hvad ens plads/rolle er. Befolkning bliver formet, gennem institutionerne, således at vi selv begynder at anvende de traditioner og normer, vi udsættes for i vores liv. Systemet former det enkelte individ til dens ideale borgere. Heri ligger magten ved at systemet styrer, hvilke normer der er i samfundet.

### Institutionel magt
Institutionel magt er den magt, som følger af ureflekteret forståelse (som rutiner, vaner og normer) og accept af de samfundsskabte rammer. Aktør B gør, "det vi plejer at gøre". Denne accept betyder, at der ikke sættes spørgsmålstegn ved den virkelighedsopfattelse, som disse institutioner skaber. Denne type magt er "stille", fordi hverken A eller B erkender den.
Denne magt udøves ikke, da den ligger indlejret i aktøren (f.eks. som normer). Begrebet er derfor beslægtet med Bourdieus begreber strukturel vold og symbolsk magt, som fremhæver, at magten usynliggøres gennem en følelsesmæssig underkastelse af borgerne under de herskende klassers italesættelse af verden. Magten er indlejret i den symbolske kapital, som både omfatter individuelle kompetencer og kollektive symboler på anseelse.  
I et tilfælde med institutionel magt ville aktør A være institutionen, mens aktør B ville være alle der underkaster sig den. Dette kan være tilfældet i de fleste samfund. Ingen institutioner er neutrale, eksempelvis tilgodeser færdselsloven de “svage” trafikanter - dvs. fodgængere og cyklister – selvom de kan synes, at det er bilerne, der har magten. I tilfældet med finansloven har man forsøgt især at tilgodese finansministeriets interesser. Det skyldes, at der til enhver tid er mange flere velbegrundede udgiftsforslag, end der er statslige indtægter.
Institutioner er ikke ligefrem til at ændre. Det hænger sammen med, at institutioner typisk skaber og genskaber betingelserne for deres fortsatte eksistens.
Men den institutionelle magt straffer sjældent. Et eksempel kunne være den norm at vi normalt ikke snakker med fremmede i toget, man kunne sagtens begynde på det, men man ville nok vinde nogle forvirrede blikke. Andre af de pålagte regler af den institutionelle magt er dog strafbare, hvis man ikke følger loven, bliver man straffet. Altså må man ikke begå et tyveri uden at blive straffet af institutionen

### Magt som kapacitet
Magt som kapacitet handler om at personers placering i de forskellige samfundsklasser. fx kan en aktørs vilje overvinde en anden aktørs vilje på baggrund af dominans kapacitet, altså hvem der har den største dominans. Magt i dette tilfælde er ikke en relation men en kapacitet til at ændre udviklingen.

### Magt som viden og sprog
Sprog og viden har magtpolitiske effekter og fænomener som ‘tilskyndelse’ og ‘rationel overtalelse’ har også betydning for magtanalyser. Det er svært og nogle gange umuligt at skelne ‘sande argumenter’ fra ‘manipulerende argumenter’, da der sjældent findes en neutral platform hvor det lader sig afgøre. Det der her fokus på er sprogliggørelsen eller italesættelsen af virkeligheden. Der er altså også tale et væsentligt element af social konstruktion. Magten udøves via ‘sandhedsregimer’, der gør sig gældende indenfor institutionelle sammenhænge og som er uløseligt forbundet med samfundets magtrelationer.

Laclau & Mouffe om post-marxisme
Ernesto Laclau er en argentinsk politisk filosof der var en af de første til at beskrive og gøre brug af post-marxisme, og denne form for marxisme siges Laclau at have grundlagt i sammenarbejde med Chantal Mouffe. Post-marxisme er et område af politisk filosofi og social teori som nedbryder Marxismen uden om den ortodokse Marxisme. Post-marxismen bygger på, ifølge Mouffe og Laclau, at økonomi ikke kan være et politisk grundlag og at staten autonomt handler på vegne af specifikke klassers ønsker. Laclau har to centrale begreber; videns regime-begrebet og antagonismebegreb. Begge disse begreber beskriver hvordan magt er forbundet til undertrykkelse af politisk identitet og dermed også folks ret til forskellighed.
Ifølge Laclau & Mouffe er magtudøvelsen forbundet med selve forsøget på at definere virkelighedens karakter. Virkelighedens sociale fænomener definerer ikke sig selv. Det er altså ikke på forhånd givet hvordan man skal forstå fænomener som marginalisering, arbejdsløshed, eller ulighed. Hvordan men betragter disse fænomener afhænger virkelighedsopfattelsen. Magten er altså at forstå som en definitionsmagt og magtkampe som definitionskampe. Italesættelsen og definitionen af virkeligheden bliver til virkelighed. Fastsættelsen af værdier er egentligt mere væsentlig end selve fordelingen af værdier.
Diskursbegrebet:
Ordet diskurs har oprindelse fra fransk discours ”tale, samtale”, og dækker over en sammenhæng af udsagn Diskurs er en retorik med fokus på sprogbruget tale, skrift og billeder. En definition på diskurs er hvor ens tale har en bestemt forståelse af verden og man snakker om verden på den bestemt måde.
Med diskursbegrebet formulerer Laclau og Moutte to vigtige antagelser. Første antagelse angiver at sproget er centralt, fordi det ene og alene er sproget, som er i stand til at tilføre den sociale virkelighed bestemte betydninger. Når der opfindes et begreb, igennem sproglige og begrebslige ”dåbsprocesser” (indvielse til eller optagelse i en bestemt kreds, fastlægges der også en bestemt betydning. Hermed skabes et grundlag for at sammenkæde sprog og politik, fordi den sproglige fastlæggelse af betydning involverer klare og ofte værdiladede valg.

Den diskursanalytiske tilgang til magt er væsentligt fordi den skaber et grundlag for at trænge dybere ned i de sproglige mekanismer, der etablerer historiske og tilmed vilkårlige grænser for en lang række handlinger og bevidsthedsformer. Der er tale om en sproglig proces, hvor der vedvarende drages grænser for det mulige, det acceptable, det legitime, det hensigtsmæssige, det rationelle, det etisk osv. Grænsedragningerne er relevante fordi de udløser en magteffekt der for nogle grupper betyder en indirekte eller direkte undertrykkelse af deres reale interesser og deres autonomi.

## Foucaults teori
I kontrast til den traditionelle magtopfattelse som værende noget man kan erhverve, besidde og miste, mener den franske filosof og idéhistoriker Michel Foucault, at magten er allestedsnærværende. Han karakteriserer magten som en udøvet magt, der påvirker vores handlinger, og som intet individ kan være i fuld besiddelse af eller fuldt bevidst om. Her er altså tale om magten som et fænomen eller forhold, der gennemsyrer alle aspekter af vores adfærd og kommer til udtryk i relationer mellem mennesker, snarere end en konkret magt, man kan være i besiddelse af eller hvis omfang være fuldt ud bevidst om.

### Governmentality
I en række foredrag på Collège de France i slutning af 1970’erne fremlagde Michel Foucault begrebet governmentality som en politisk analysemåde til studiet af magt - altså hvordan magtrelationen mellem en regering og dens befolkning kommer til udtryk. Et centralt omdrejningspunkt i Foucaults governmentalitetsteori er, at styringen af befolkningen og dennes sociale adfærd sker gennem positive midler snarere end en lovgivning formuleret af en statslig overmagt. I modsætning til en disciplinær magtform kendetegnes governmentality ofte ved, at de styrede deltager villigt, og her er magten altså med til at forme og definere individet frem for at begrænse, dominere eller undertrykke individet.

#### Suveræn magt og disciplinær magt
Til at beskrive statslig magt hæfter Foucault sig især ved to magtformer, suveræn magt og disciplinær magt. Foucault karaktiserer suveræn magt som en fuldkommen magt inden for et bestemt område. I et statsligt styre kommer denne magtform typisk til udtryk gennem en central figur som fx en konge, hvis magt ikke kan betvivles og muligvis end ikke udfordres. I denne forståelse fokuserer suveræn magt på fysisk afstraffelse og belønninger som middel til at påvirke befolkningens adfærd. I modsætningen til den suveræne magt, som ofte findes blandt ældre styreformer, kommer disciplinær magt især til udtryk i moderne samfund. Et hovedtræk i den disciplinære tankegang er, at adfærd kan styres gennem information og viden. Et eksempel på dette kan være kostpyramiden, der introducerer ideen om at noget mad er sundere at spise end andet, og hvor information (baseret på videnskabelig evidens) bruges som middel til adfærdsændring. I dette tilfælde ændrer aktør B adfærd (madvaner) på baggrund af information (kostpyramiden), som aktør A fremlægger. Her kan være tale om bevidsthedskontrollerende magt, da B kan få opfattelsen af at handle efter egne meninger og interesser (i dette tilfælde interessen for at leve sundt), selvom A reelt set har kontrolleret B’s adfærd gennem de informationer, A har valgt at udsætte B for. Den disciplinære magtform handler altså i høj grad om at forsyne befolkningen med information, som styrer dem i en bestemt retning.
Et andet vigtigt middel er disciplinering. Dette sker fx gennem institutioner som skoler og fængsler, der har til formål at opdrage befolkningen i form af adfærdsændring, og her er tankegangen, at vi disciplinerer os selv efter vores opfattelse af, hvordan vi passer ind i samfundet eller hvad vores plads/rolle er. Man kan også sige, at vi gennem institutionerne bliver institutionaliseret, således at vi efterhånden selv erhverver de traditioner og normer, vi udsættes for, og heri ligger magten ved at styre, hvilke normer dette er.
Foucaults teori om overvågning i den disciplinære magtform trækker tråde til ideen om det panoptiske fængsel (Panopticon), som filosoffen Jeremy Bentham populariserede i slutningen af 1700-tallet. Kort fortalt er det et fængsel, hvor fangerne aldrig kan vide, om de bliver overvåget eller ej, da de ikke kan se, om overvågningsposten er bemandet. Ideen baserer sig på forestillingen om, at man opfører sig anderledes, når man bliver overvåget, og tankegangen ses bl.a. på museer, hvor attrapkameraer ofte bruges til at give gæsterne illusionen om, at de bliver overvåget, i håbet om at påvirke deres opførsel i en positiv retning. Foucault mener, at overvågning er et vigtigt element i disciplinær magt, da det kan bruges til at styre befolkningen - på samme måde som uvisheden om, hvorvidt overvågningsposten er bemandet, kan bruges til at styre fangernes adfærd i et panoptisk fængsel.

### Magt som demokratiseringsredskab
I debatten om magt er teoretikerne enige om at magtudøvelse har en repressiv side. Magtudøvelse er forbundet med omkostninger for dem som magten udøves i forhold til, sådan forstået at når magt bliver udlevet er der nogen der mister noget. Størstedelen af disse teorier bygger derfor på, at magtrelationer ikke kan have et positivt udviklingspotentiale. De mener at magt står i modsætning til det ideelle demokrati og at der ved med begrænsning af magt kan skabes en forøgelse af demokratiet.
Michel Foucault, fransk filosof og idehistoriker, forlænger denne traditionelle teori med et nyt aspekt om demokratisering. Magt kan ifølge Foucault også forstås som et demokratiseringsredskab og dermed som et fænomen som udgør en produktiv side af magtudøvelsen. Foucault mener at demokrati aktuelt og historisk er resultatet af magtkampe. Den produktive side af magt kommer til syne når grupper i opposition gør modstand. Når grupper gør modstand begrænser og former de, de grupper der har magten/dominansen. Ved magtudøvelse forekommer der ofte modstand. Grupper accepterer altså ikke den totale dominans. Opposition og modstand sker fordi at disse grupper har en forestilling om større frihed og selvbestemmelse. Ved hjælp af den magtudøvelse som ligger i aktiv modstand bliver der gennemtvunget mere demokrati. Opposition er nødvendig fordi man ikke kan forvente at grupper med privilegier, frivilligt vil give afkald på dem. Foucaults ide om demokratiseringen af magt, er igennem mange revolutionære opstande i historien blevet velbegrundet.
Et eksempel på en forøgelse af demokrati ud fra magt, kunne være ungdomsoprøret i 1960’erne og 1970’erne. Tiden før disse oprør var præget af professorvælde og autoritære ledelser. Under ungdomsoprøret udvikledes en aktiv modstand mod disse autoriteter, hvor de blev konfronteret af studenterne. Denne konfrontation medførte en demokratisering af uddannelsessystemet.

## Magtbaser
Nyere organisationsteori knytter ofte magtbegrebet til beslutningsprocesser i virksomheder. Et hyppigt anvendt begreb i denne forbindelse er magtbaser. Magtbesiddelsen kan både være baseret på personlige egenskaber og magthaverens placering i organisationen. I litteraturen nævnes op til 8 magtbaser:
- Belønnende magt: Baseret på deltagernes tillid til, at magthaveren har adgang til at uddele belønninger.
- Tvingende magt: Baseret på deltagernes frygt for, at magthaveren kan pålægge straffe eller sanktioner.
- Referencemagt: Baseret på deltagernes tillid til magthaverens positive personlige egenskaber.
- Legitim magt: Baseret på magthaverens formelle autoritet og/eller formelle position til at udstede ordrer.
- Ekspertmagt: Baseret på magthaverens viden og indsigt i problemløsning.
- Informationsmagt: Magthaverens adgang til informationer, der ikke er tilgængelige for alle.
- Adjungerende magt: Magthaveren optræder på vegne af overordnede, som man kan referere til eller er stærkt knyttet til.
- Gruppemagt: Kollektiv magtposition, baseret på fælles evne til eller interesse i problemløsning.[49]

## Danske forhold
I 2003 offentliggjorde et udvalg, nedsat af Folketinget der i 1997 stillede opgaven, at igangsætte "en analyse af demokrati og magt i Danmark" til uafhængige forskere  en rapport om Magtens fordeling i Danmark. Rapporten fastlægger magt som en ressource, der tilfalder aktører eller grupper af aktører. Rapporten omfatter magtefordelingen som et nulsumsspil, hvor der er vindere og tabere. Det fremgår, at borgerne i almindelighed har fået mere magt i perioden op til rapportens offentliggørelse. Det er især i dette perspektiv, at demokratiet sættes i fokus. Borgerindflydelse er knyttet til den enkelte borgers grad af aktiv deltagelse og denne deltagelse har styrket de demokratiske institutioner, samtidig med at deltagelsen har antaget nye former. I et sociologisk perspektiv er deltagelsen og dermed også adgangen til demokratiske processer dog ulige fordelt. Uligheden er primært et resultat af fordelingen af uddannelsesressourcerne. Denne synsvinkel udfoldes fortrinsvis i kapitel 5, som omhandler forskellige uligheder i forhold til medborgerskab, men også i kapitel 19 om indvandringens udfordringer af nationalstaten berøres dette spørgsmål. Endvidere inddrages statsborgerskabets betydning for deltagelse i formaliserede valghandlinger i analysen, som konkluderer, at udviklingen i det danske demokrati "overvejende har været af positiv art." 

## Global magt
Global magt er især analyseret i studier af international politik, og de forskellige teoretiske skoler er uenige om, hvor magten er placeret globalt set.
Der er dog en vis enighed om at opdele magten i hårde og bløde forhold:
Hårde: Militær, BNP, Forskning, Struktur, Råstoffer, Infrastruktur, Geografisk placering, befolkning.
I neorealismen betegnes disse forhold som geopolitiske forudsætninger.
Bløde: Politik, samarbejde, styreform, (Demokrati eller diktatur)
Hvis et samfund besidder mange af disse ressourcer, anses det for et stærkt samfund.

## Tidsskriftartikler
- Dahl, Robert A. (1957): The Concept of Power. Behavioral Science, vol.2
- Foucault, Michel (2003): Socialmedicinens fødsel, Distinktion nr. 3, s. 11-23